# Anne-Marie Hilton
Anne-Marie Hilton, född 22 augusti 1933 i Stockholm, är en svensk skådespelare. Hon är dotter till operadirektör Arthur Hilton och operasångaren Helga Görlin.

## Filmografi
- 1955 – Flickan i regnet
- 1957 – Svarta handsken
- 1963 – En vacker dag ...

## Teater

### Roller (ej komplett)
| År   | Roll      | Produktion                    | Regi               | Teater      |
| ---- | --------- | ----------------------------- | ------------------ | ----------- |
| 1961 | Eva Manns | Strömkarlen Björn-Erik Höijer | Lars-Erik Liedholm | Wasa Teater |